# Parami (Atsabe)
Parami (Paramin) ist ein osttimoresischer Suco im Verwaltungsamt Atsabe (Gemeinde Ermera).

## Geographie
Vor der Gebietsreform 2015 hatte Parami eine Fläche von 3,41 km². Nun sind es 21,01 km². Der Suco liegt im Osten des Verwaltungsamts Atsabe. Nördlich und östlich liegt der Suco Baboi Craic, südlich der Suco Malabe und westlich der Suco Laclo.
In Parami liegen die Orte Paramin, Aliatu, Asio, Airae (Airai), Aileso (Ailisu), Atubuti (Atabuti) und Atupae.
Im Suco befinden sich die sechs Aldeias Airae, Aliatu/Aileso, Asio, Atubuti, Atupae und Ilat.

## Einwohner

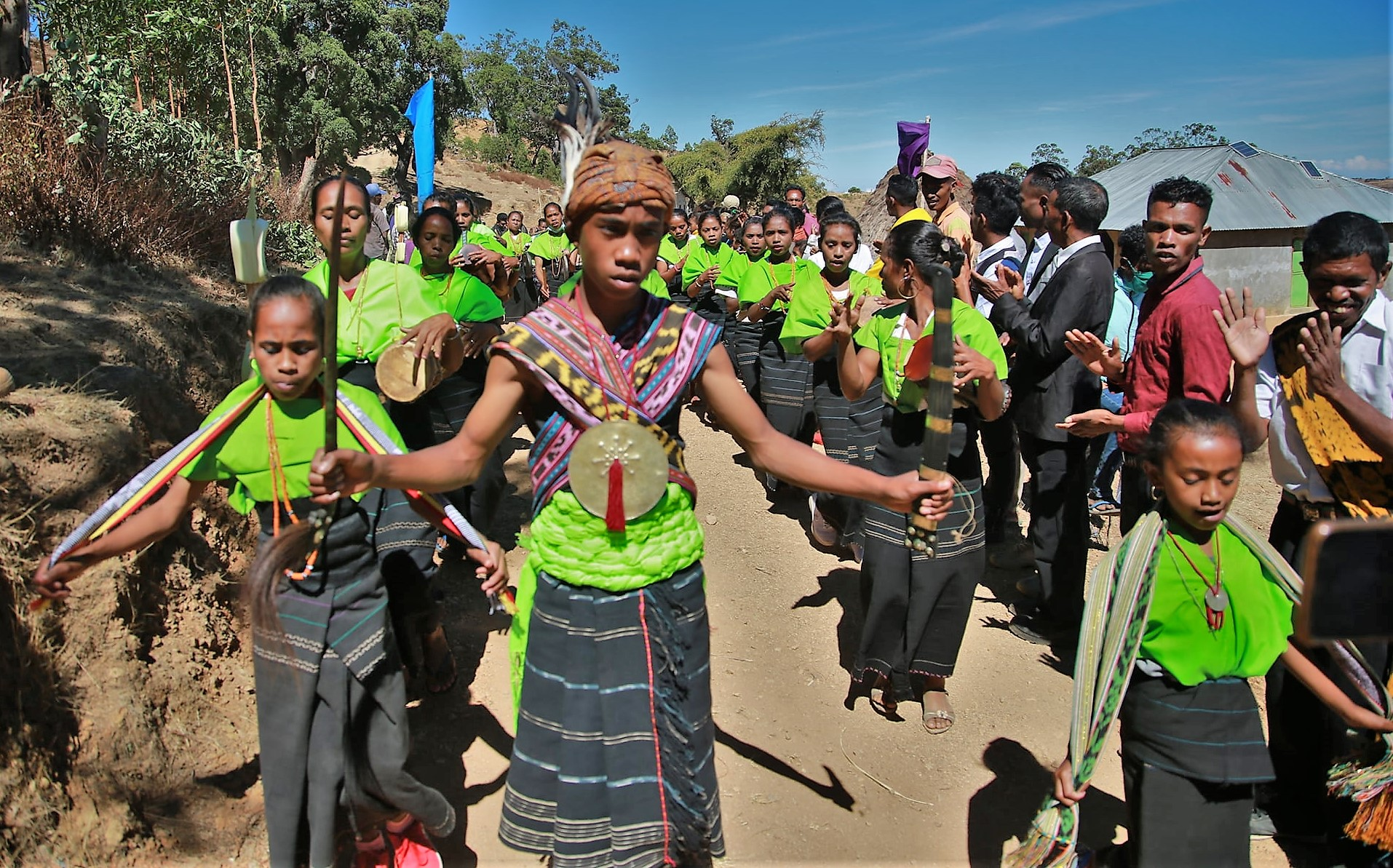
Festtag im Suco Asio

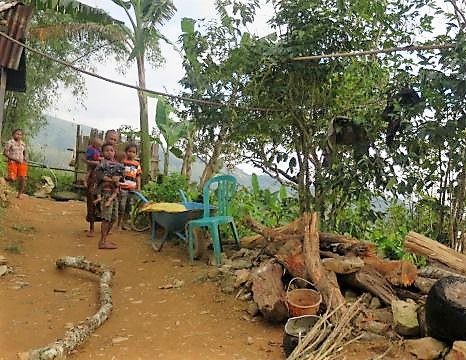
In Parami

Im Suco leben 1.686 Einwohner (2022), davon sind 836 Männer und 850 Frauen. Im Suco gibt es 291 Haushalte. Über 65 % der Einwohner geben Kemak als ihre Muttersprache an. Fast 32 % sprechen Mambai, über 2 % Tetum Prasa.

## Politik
Bei den Wahlen von 2004/2005 wurde Bruno Fernandes Monteiro zum Chefe de Suco gewählt und 2009 und 2016 in seinem Amt bestätigt.

## Persönlichkeiten
- Rui da Silva Fernandes (1947–2007). Politiker und Unabhängigkeitsaktivist